# Never Ending Wonderful Story
《Never Ending Wonderful Story》는 NEWS의 2번째 라이브 비디오 음반이다.

## 개요
이 작품은 복귀 LIVE가 된 전국 투어(2007년 2월 17일 ~ 4월 15일, 8도시 21공연)로부터, 2월 18일 16:00의 요코하마 아레나 공연을 수록한 LIVE DVD. 초회·통상 모두 2매 세트이고 수록 내용은 초회·통상 모두 같다. 패키지 등에 차이가 있다.

### 초회 생산 한정
스페셜 패키지(3면 디지팩)/삼방면 케이스 입24P
소책자

### 통상 사양
톨케이스 (아마레이 케이스)

## 수록 내용
DISC1
1. Prologue
2. Stand Up
3. 希望～Yell～ / 희망~Yell~
4. 紅く燃ゆる太陽 / 붉게 타오르는 태양
5. Fiesta
6. Documentary in OSAKA
7. DREAMS
8. SHOCK ME
9. Documentary in SENDAI
10. NEWSニッポン / NEWS 일본
11. Documentary in NAGOYA
12. ミソスープ / 미소 수프
13. 抱いてセニョリータ / 안아줘 세뇨리타
14. フィーバーとフューチャー / 피버와 퓨처
15. 関風ファイティング / 관풍 파이팅
16. サヤエンドウ / 사야엔도
17. Boom! Boom! POWER
18. Love Addiction (코야마 케이치로 솔로)
19. カカオ / 카카오 (카토 시게아키 솔로)
20. Stars (테고시 유야 솔로)
21. I・ZA・NA・I・ZU・KI
22. きらめきの彼方へ / 반짝임의 저편으로
23. Documentary in HIROSHIMA
24. Pumpkin (마스다 타카히사 솔로)
25. 青春アミーゴ / 청춘 아미고 (야마시타 토모히사 솔로)
26. 抱いてセニョリータ / 안아줘 세뇨리타 (야마시타 토모히사 솔로)
27. ゴメンネ ジュリエット / 미안해 줄리엣 (야마시타 토모히사 솔로)
28. Documentary in FUKUOKA

DISC2
1. Documentary in KAGOSHIMA
2. チラリズム / 치라리즈무 (코야시게: 코야마 케이치로, 카토 시게아키)
3. マルイチカラ / 둥근 힘 (테고마스)
4. SNOW EXPRESS
5. チェリッシュ / 체리시
6. アクセントダンス / 악센트 댄스
7. code (니시키도 료 솔로)
8. 恋焼け / 상처일뿐
9. BEACH ANGEL
10. 星をめざして / 별을 향해서
11. TEPPEN
12. 忘れないさ ～LIFE GOES ON～ / 잊지 않아 ~LIFE GOES ON~
13. 裸足のシンデレラボーイ / 맨발의 신데렐라 보이
14. Documentary in HOKKAIDO
15. DREAMS
16. Best Friend

번외편 Documentary @Gourmet Tour